# Józef Wójcik (duchowny)

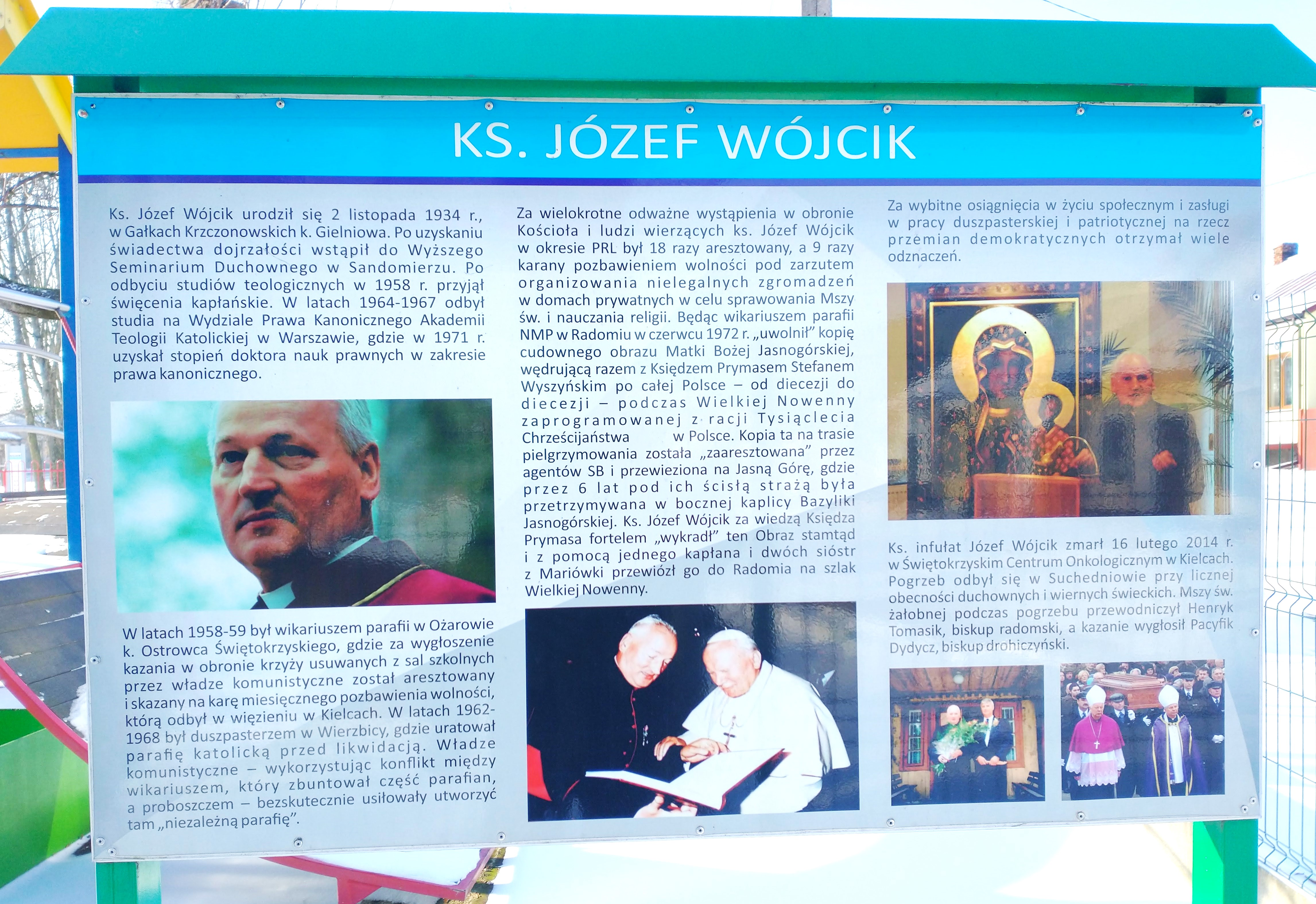
Tablica informacyjna w Gielniowie

Józef Wójcik (ur. 2 listopada 1934 w Gałkach, zm. 16 lutego 2014 w Kielcach) – polski duchowny rzymskokatolicki, ksiądz infułat w diecezji radomskiej, wielokrotny więzień sumienia w czasach PRL, który w 1972 uwolnił więzioną przez komunistów przez 6 lat kopię obrazu Matki Bożej Jasnogórskiej, były proboszcz parafii św. Andrzeja w Suchedniowie. Za swoją działalność duszpasterską otrzymał 18 wyroków i 9 razy przebywał w więzieniu, był karany przez sądy i kolegia w okresie PRL-u za obronę krzyży w szkole w swojej pierwszej parafii w Ożarowie k. Ostrowca Świętokrzyskiego oraz odprawianie mszy i nauczanie religii w Wierzbicy koło Radomia.

## Życiorys
Urodził się 2 listopada 1934 w Gałkach Hubalowskich, jako syn Władysława i Elżbiety z domu Durlak.
Święcenia kapłańskie przyjął w 1958 w Sandomierzu z rąk ks. bpa Jana Kantego Lorka. W latach 1964–1967 odbył studia z zakresu prawa kanonicznego w ATK w Warszawie i w 1971 uzyskał tamże tytuł doktora. W latach 1958–1959 był wikariuszem w parafii w Ożarowie, gdzie za kazanie wygłoszone w obronie krzyży usuwanych z sal szkolnych został aresztowany i skazany na miesiąc więzienia. Od 1962 przez 6 lat był duszpasterzem w Wierzbicy, gdzie władze państwowe wykorzystując miejscowy konflikt zamierzały utworzyć tzw. niezależną parafię, kosztem likwidacji istniejącej tam parafii rzymskokatolickiej. Wielokrotnie stawał przed sądami i kolegiami karno-administracyjnymi oraz dziewięciokrotnie przebywał w areszcie lub w więzieniu. Przebywając w Radomiu w czerwcu 1972 wsławił się uwolnieniem kopii obrazu Matki Bożej Jasnogórskiej więzionej (na Jasnej Górze) od 1966 decyzją komunistycznych władz. Dzięki podjętym potajemnie wraz z ks. Romanem Siudkiem oraz siostrami zakonnymi Marią Kordos i Heleną Trentowską działaniom przyczynił się do powrotu obrazu na szlak nawiedzenia. Od 1972 był proboszczem parafii św. Andrzeja Apostoła w Suchedniowie. Przez pięć pierwszych lat władze nie wyrażały zgody na zatwierdzenie go na tym urzędzie.
W 2004 popadł w jawny konflikt z burmistrzem Suchedniowa Tadeuszem Bałchanowskim, m.in. wygłosił na jego temat kontrowersyjne kazanie. Powodem konfliktu był sprzeciw duchownego wobec działania na terenie Suchedniowa dyskoteki „Alcatraz”. W 2013 napisał list otwarty do premiera Polski, w proteście przeciwko znieważaniu wartości chrześcijańskich i ludzi wierzących.
Był Kawalerem Zakonu Bożogrobców, w 2009 awansował do rangi Komandora.
Zmarł 16 lutego 2014 r. w Kielcach w Świętokrzyskim Centrum Onkologii. Msza pogrzebową odprawiono w kościele św. Andrzeja przy licznej obecności duchownych i wiernych świeckich. Został pochowany na cmentarzu parafialnym w Suchedniowie.

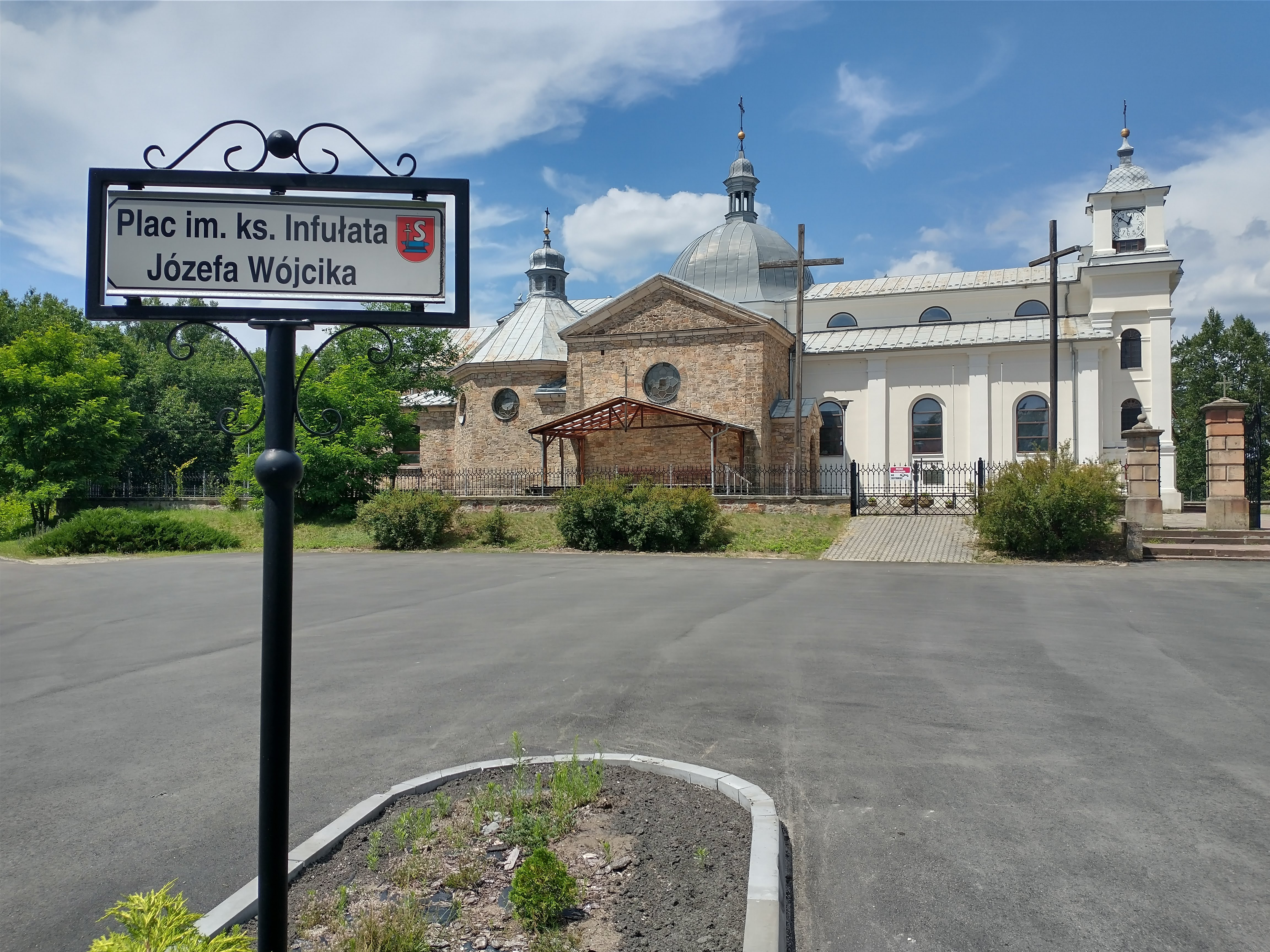
Plac Józefa Wójcika przed kościołem św. Andrzeja Apostoła w Suchedniowe

## Odznaczenia i upamiętnienie
- Postanowieniem z 12 października 1995 prezydent Lech Wałęsa odznaczył go „za wybitne zasługi w pracy duszpasterskiej i działalności publicznej” Krzyżem Komandorskim Orderu Odrodzenia Polski[8].
- 4 maja 1994 prezydent Włoch Oscar Luigi Scalfaro przyznał księdzu infułatowi Order Zasługi Republiki Włoskiej V klasy[9] za umacnianie dobrych stosunków między narodami włoskim i polskim.
- W 1997 jako kapelan Rycerskiego i Szpitalnego Zakonu św. Łazarza z Jerozolimy został odznaczony Krzyżem Starszego Kapelana tego rycerskiego zakonu.
- Postanowieniem prezydenta Lecha Kaczyńskiego z 30 sierpnia 2007 „za wybitne zasługi w działalności na rzecz przemian demokratycznych w Polsce” odznaczony został Krzyżem Wielkim Orderu Odrodzenia Polski[10], którym go uroczyście uhonorowano 10 września tego samego roku[11].
- W kwietniu 2008 na wniosek dzieci z Suchedniowa został odznaczony Orderem Uśmiechu[12].
- 21 stycznia 2009 został odznaczony przez Biskupa Polowego Wojska Polskiego gen. dyw. Tadeusza Płoskiego Medalem „Milito Pro Christo”[13].

Bohater filmu dokumentalnego Kapłan z Suchedniowa, 2003. W 2007 Czesław Ryszka opublikował jego biografię pt. „Infułat z Suchedniowa”. W 2008 powstał spektakl Teatru Telewizji pt. Złodziej w sutannie o kulisach uwolnienia kopii Ikony Jasnogórskiej, w główną rolę wcielił się Artur Żmijewski.

## Książki
- „...I wróciła na szlak nawiedzenia” Suchedniów 1976 – Rzym 1982, [1982].
- „...I wróciła na szlak nawiedzenia”, wyd. 2 uzup., Skarżysko-Kamienna 2001. (ze wsparciem Ministerstwa Kultury i Dziedzictwa Narodowego).
- „La Madonna di Częstochowa per sei anni agli arresti domiciliari”, Bologna 1984.
- „Był i taki Wielki Tydzień”, Suchedniów, Rzym 1982-1984.
- „Moja wielka Nowenna: [wspomnienia z lat 1958–1969]”, Gdańsk 1981.
- „Moja wielka nowenna”, wyd. 2 uzup., Suchedniów ; Skarżysko-Kamienna 2002. (ze wsparciem Ministerstwa Kultury i Dziedzictwa Narodowego Warszawa).